# Gladwin County
Gladwin County ist ein County im US-Bundesstaat Michigan. Der Verwaltungssitz (County Seat) ist Gladwin. Das U.S. Census Bureau hat bei der Volkszählung 2020 eine Einwohnerzahl von 25.386 ermittelt.

## Geographie
Das County liegt etwas nordöstlich des geographischen Zentrums der Unteren Halbinsel von Michigan und hat eine Fläche von 1338 Quadratkilometern, wovon 25 Quadratkilometer Wasserfläche sind. Es grenzt im Uhrzeigersinn an folgende Countys: Ogemaw County, Arenac County, Bay County, Midland County, Clare County und Roscommon County.

## Geschichte
Gladwin County wurde 1831 als Original-County aus freiem Territorium gebildet. Benannt wurde es nach Henry Gladwin, einem britischen Militärkommandeur.

## Demografische Daten
Nach der Volkszählung im Jahr 2000 lebten im Gladwin County 26.023 Menschen in 10.561 Haushalten und 7.614 Familien. Die Bevölkerungsdichte betrug 20 Einwohner pro Quadratkilometer. Ethnisch betrachtet setzte sich die Bevölkerung zusammen aus 97,65 Prozent Weißen, 0,13 Prozent Afroamerikanern, 0,56 Prozent amerikanischen Ureinwohnern, 0,27 Prozent Asiaten, 0,02 Prozent Bewohnern aus dem pazifischen Inselraum und 0,31 Prozent aus anderen ethnischen Gruppen; 1,06 Prozent stammten von zwei oder mehr Ethnien ab. 0,96 Prozent der Bevölkerung waren spanischer oder lateinamerikanischer Abstammung.
Von den 10.561 Haushalten hatten 27,1 Prozent Kinder unter 18 Jahren, die bei ihnen lebten. 60,5 Prozent waren verheiratete, zusammenlebende Paare, 8,0 Prozent waren allein erziehende Mütter und 27,9 Prozent waren keine Familien. 24,0 Prozent waren Singlehaushalte und in 11,2 Prozent lebten Menschen im Alter von 65 Jahren oder darüber. Die Durchschnittshaushaltsgröße betrug 2,43 und die durchschnittliche Familiengröße lag bei 2,85 Personen.
23,2 Prozent der Bevölkerung waren unter 18 Jahre alt. 6,5 Prozent zwischen 18 und 24 Jahre, 24,2 Prozent zwischen 25 und 44 Jahre, 27,8 Prozent zwischen 45 und 64 Jahre und 18,3 Prozent waren 65 Jahre oder älter. Das Durchschnittsalter betrug 42 Jahre. Auf 100 weibliche Personen kamen 98,5 männliche Personen. Auf 100 Frauen im Alter von 18 Jahren und darüber kamen statistisch 95,3 Männer.
Das jährliche Durchschnittseinkommen eines Haushalts betrug 32.019 USD, das Durchschnittseinkommen einer Familie 37.090 USD. Männer hatten ein Durchschnittseinkommen von 33.871 USD, Frauen 21.956 USD. Das Prokopfeinkommen betrug 16.614 USD. 10,4 Prozent der Familien und 13,8 Prozent der Bevölkerung lebten unterhalb der Armutsgrenze.

## Orte im County
- Beaverton
- Billings
- Bowmanville
- Butman
- Dale
- Estey
- Gladwin
- Hard Luck
- Highwood
- Hockaday
- Lockwood Beach
- McClure
- Meredith
- Oberlin
- Podunk
- Rhodes
- Skeels
- Sugar Rapids
- Wagarville
- White Star
- Winegars
- Wooden Shoe Village

Townships
- Beaverton Township
- Bentley Township
- Billings Township
- Bourret Township
- Buckeye Township
- Butman Township
- Clement Township
- Gladwin Township
- Grim Township
- Grout Township
- Hay Township
- Sage Township
- Scio Township
- Sheridan Township
- Tobacco Township